# Discographie de Nickelback
Nickelback est un groupe de rock post-grunge canadien, qui a enregistré neuf albums studio, deux albums de compilations, un EP, vingt-sept singles, et cinq albums vidéo. Le groupe a vendu environ 21 000 000 albums aux États-Unis seulement et près de 50 000 000 dans le monde.
Pour un article plus général, voir Nickelback.

## Albums

### Albums studio
| Année | Album                                                                                               | Classements positions | Classements positions | Classements positions | Classements positions | Classements positions | Classements positions | Classements positions | Classements positions | Classements positions | Classements positions | Classements positions | Classements positions | Classements positions | Classements positions | Classements positions | Classements positions | Classements positions | Certifications                                                                             |
| Année | Album                                                                                               | US                    | AUT                   | CAN                   | FIN                   | ALL                   | IRL                   | P-B                   | UK                    | SUI                   | SUE                   | POR                   | NZ                    | NOR                   | ITA                   | DAN                   | FR                    | AUS                   | Certifications                                                                             |
| ----- | --------------------------------------------------------------------------------------------------- | --------------------- | --------------------- | --------------------- | --------------------- | --------------------- | --------------------- | --------------------- | --------------------- | --------------------- | --------------------- | --------------------- | --------------------- | --------------------- | --------------------- | --------------------- | --------------------- | --------------------- | ------------------------------------------------------------------------------------------ |
| 1996  | Curb - Sortie : 1er mai 1996 - Label : Roadrunner - Formats : CD, LP                                | 182                   | —                     | —                     | —                     | 79                    | —                     | —                     | 185                   | 72                    | —                     | —                     | —                     | —                     | —                     | —                     | —                     | —                     | - CRIA : Or - BPI : Argent                                                                 |
| 2000  | The State (album) - Sortie : 7 mars, 2000 - Label : Roadrunner - Formats : CD, Digital download, LP | 130                   | —                     | —                     | —                     | 57                    | —                     | —                     | 128                   | —                     | —                     | —                     | —                     | —                     | —                     | —                     | —                     | —                     | - CRIA : Platine - RIAA : Platine                                                          |
| 2001  | Silver Side Up - Sortie : 11 septembre, 2001 - Label : Roadrunner - Formats : CD, LP                | 2                     | 1                     | 1                     | 8                     | 4                     | 1                     | 15                    | 1                     | 4                     | 2                     | —                     | 1                     | 13                    | 10                    | 4                     | 15                    | 5                     | - CRIA : 8x Platine - RIAA : 6x Platine - ARIA : 2x Platine - BPI : 3x Platine - SNEP : Or |
| 2003  | The Long Road - Sortie : 23 septembre, 2003 - Label : Roadrunner - Formats : CD, LP                 | 6                     | 4                     | 1                     | —                     | 4                     | 9                     | 11                    | 5                     | 4                     | 27                    | 29                    | 3                     | 38                    | 11                    | 16                    | 39                    | 4                     | - CRIA : 5x Platine - RIAA : 3x Platine - ARIA : 3x Platine - BPI : Platine                |
| 2005  | All The Right Reasons - Sortie : 4 octobre, 2005 - Label : Roadrunner - Formats : CD, LP            | 1                     | 7                     | 1                     | 21                    | 4                     | 4                     | 20                    | 2                     | 4                     | 22                    | —                     | 1                     | —                     | 31                    | 32                    | 67                    | 2                     | - CRIA : 7x Platine - RIAA : 8x Platine - ARIA : 4x Platine - BPI : 2x Platine             |
| 2008  | Dark Horse - Sortie : 18 novembre, 2008 - Label : Roadrunner - Formats : CD, LP                     | 2                     | 5                     | 1                     | 19                    | 4                     | 19                    | 25                    | 4                     | 5                     | 9                     | —                     | 3                     | —                     | 26                    | 37                    | 112                   | 3                     | - CRIA : 6x Platine - RIAA : 3x Platine - ARIA : 3x Platine - BPI : Platine                |
| 2011  | Here and Now - Sortie : 21 novembre, 2011 - Label : Roadrunner - Formats : CD, LP                   | 2                     | 3                     | 1                     | -                     | 2                     | 26                    | -                     | 10                    | -                     | -                     | —                     | -                     | —                     | -                     | -                     | 99                    | 1                     |                                                                                            |
| 2014  | No Fixed Address - Sortie : 14 novembre 2014 - Label : Republic Records - Formats : CD, LP          | -                     | -                     | -                     | -                     | -                     | -                     | -                     | -                     | -                     | -                     | —                     | -                     | —                     | -                     | -                     | -                     | -                     |                                                                                            |
| 2017  | Feed the Machine - Sortie : 18 juin 2017 - Label : BMG - Formats : CD, LP                           | -                     | -                     | -                     | -                     | -                     | -                     | -                     | -                     | -                     | -                     | —                     | -                     | —                     | -                     | -                     | -                     | -                     |                                                                                            |
| 2022  | Get Rollin' - Sortie : 18 novembre 2022 - Label : BMG - Formats : CD, LP                            | -                     | -                     | -                     | -                     | -                     | -                     | -                     | -                     | -                     | -                     | —                     | -                     | —                     | -                     | -                     | -                     | -                     |                                                                                            |

### Extended plays
| Année | Album                              |
| ----- | ---------------------------------- |
| 1996  | Hesher - Sorti : 1996 - Format: CD |

### Compilation albums
| Year | Album details                                                                              |
| ---- | ------------------------------------------------------------------------------------------ |
| 2003 | Three-Sided Coin - Sorti: 21 mai 2003 - Label: Roadrunner - Format: CD                     |
| 2013 | The Best of Nickelback: Volume 1 - Sorti: 4 novembre 2013 - Label: Roadrunner - Format: CD |

## Singles
| Année                                                                      | Album                 | Chansons                                      | Meilleurs classements positions | Meilleurs classements positions | Meilleurs classements positions | Meilleurs classements positions | Meilleurs classements positions | Meilleurs classements positions | Meilleurs classements positions | Meilleurs classements positions | Meilleurs classements positions | Meilleurs classements positions | Meilleurs classements positions | Meilleurs classements positions | Meilleurs classements positions | Meilleurs classements positions | Meilleurs classements positions | Meilleurs classements positions | Meilleurs classements positions | Meilleurs classements positions | Meilleurs classements positions | Meilleurs classements positions |
| Année                                                                      | Album                 | Chansons                                      | U.S.                            | U.S. Main. Rock                 | U.S. Alt. Rock                  | U.S. Rock                       | U.S. Adult Top 40               | U.S. AC                         | CAN ,                           | CAN Alt.                        | AUS                             | GER                             | AUT                             | FIN                             | IRE                             | ITA                             | NED                             | NZ                              | SWE                             | SWI                             | UK                              | UK Rock                         |
| -------------------------------------------------------------------------- | --------------------- | --------------------------------------------- | ------------------------------- | ------------------------------- | ------------------------------- | ------------------------------- | ------------------------------- | ------------------------------- | ------------------------------- | ------------------------------- | ------------------------------- | ------------------------------- | ------------------------------- | ------------------------------- | ------------------------------- | ------------------------------- | ------------------------------- | ------------------------------- | ------------------------------- | ------------------------------- | ------------------------------- | ------------------------------- |
| 1996                                                                       | Curb                  | "Fly"                                         | —                               | —                               | —                               | —                               | —                               | —                               | —                               | —                               | —                               | —                               | —                               | —                               | —                               | —                               | —                               | —                               | —                               | —                               | —                               | —                               |
| 2000                                                                       | The State             | "Leader of Men"                               | —                               | 8                               | 21                              | —                               | —                               | —                               | —                               | 11                              | —                               | —                               | —                               | —                               | —                               | —                               | —                               | —                               | —                               | —                               | —                               | —                               |
| 2000                                                                       | The State             | "Old Enough"                                  | —                               | 24                              | —                               | —                               | —                               | —                               | —                               | 12                              | —                               | —                               | —                               | —                               | —                               | —                               | —                               | —                               | —                               | —                               | —                               | —                               |
| 2000                                                                       | The State             | Breathe"                                      | —                               | 10                              | 21                              | —                               | —                               | —                               | —                               | 16                              | —                               | —                               | —                               | —                               | —                               | —                               | —                               | —                               | —                               | —                               | —                               | —                               |
| 2000                                                                       | The State             | "Worthy to Say"                               | —                               | —                               | —                               | —                               | —                               | —                               | —                               | —                               | —                               | —                               | —                               | —                               | —                               | —                               | —                               | —                               | —                               | —                               | —                               | —                               |
| 2001                                                                       | Silver Side Up        | "How You Remind Me" (RIAA : Or)               | 1                               | 1                               | 1                               | —                               | 2                               | —                               | —                               | —                               | 2                               | 3                               | 1                               | 18                              | 1                               | 14                              | 17                              | 4                               | 4                               | 3                               | 4                               | 1                               |
| 2001                                                                       | Silver Side Up        | "Too Bad"                                     | 42                              | 1                               | 6                               | —                               | 31                              | —                               | —                               | —                               | 56                              | 41                              | 26                              | —                               | 6                               | 50                              | 41                              | —                               | —                               | 48                              | 9                               | —                               |
| 2002                                                                       | Silver Side Up        | Never Again"                                  | 124                             | 1                               | 24                              | —                               | —                               | —                               | —                               | —                               | —                               | —                               | —                               | —                               | 38                              | —                               | —                               | —                               | —                               | —                               | 30                              | —                               |
| 2003                                                                       | The Long Road         | Someday" (RIAA : Or)                          | 7                               | 2                               | 4                               | —                               | 1                               | —                               | 1                               | —                               | 4                               | 26                              | 11                              | —                               | 18                              | 9                               | 38                              | 9                               | 35                              | 14                              | 6                               | 1                               |
| 2004                                                                       | The Long Road         | "Figured You Out" (RIAA : Or)                 | 65                              | 1                               | 4                               | —                               | —                               | —                               | —                               | —                               | 10                              | —                               | —                               | —                               | —                               | —                               | —                               | —                               | —                               | —                               | —                               | —                               |
| 2004                                                                       | The Long Road         | "Feelin' Way Too Damn Good"                   | 48                              | 3                               | 23                              | —                               | 12                              | —                               | —                               | —                               | 40                              | 95                              | —                               | —                               | —                               | —                               | 61                              | —                               | —                               | —                               | 39                              | —                               |
| 2004                                                                       | The Long Road         | Because of You"                               | —                               | 7                               | —                               | —                               | —                               | —                               | —                               | —                               | —                               | —                               | —                               | —                               | —                               | —                               | —                               | —                               | —                               | —                               | —                               | —                               |
| 2004                                                                       | The Long Road         | "See You at the Show"                         | —                               | —                               | —                               | —                               | —                               | —                               | —                               | —                               | —                               | 82                              | —                               | —                               | —                               | —                               | —                               | —                               | —                               | —                               | —                               | —                               |
| 2005                                                                       | All the Right Reasons | Photograph" (RIAA : 2x Platine)               | 2                               | 1                               | 3                               | —                               | 1                               | 16                              | —                               | —                               | 3                               | 18                              | 10                              | —                               | 24                              | 41                              | 16                              | 4                               | 40                              | 27                              | 18                              | 1                               |
| 2005                                                                       | All the Right Reasons | Animals"                                      | 97                              | 1                               | 16                              | —                               | —                               | —                               | —                               | —                               | 27                              | —                               | —                               | —                               | —                               | —                               | —                               | —                               | —                               | —                               | —                               | —                               |
| 2006                                                                       | All the Right Reasons | "Savin' Me" (RIAA : Or)                       | 19                              | 11                              | 29                              | —                               | 2                               | 29                              | 2                               | —                               | 18                              | 72                              | 43                              | —                               | 47                              | —                               | 81                              | 9                               | —                               | 82                              | 77                              | —                               |
| 2006                                                                       | All the Right Reasons | Far Away"(RIAA : Platine)                     | 8                               | —                               | —                               | —                               | 1                               | 5                               | 50                              | —                               | 2                               | 25                              | 22                              | —                               | 17                              | —                               | 31                              | 2                               | 51                              | 41                              | 40                              | —                               |
| 2006                                                                       | All the Right Reasons | "Rockstar" (RIAA : 3x Platine)                | 6                               | 4                               | 37                              | —                               | 6                               | —                               | 39                              | —                               | 2                               | 23                              | 5                               | —                               | 2                               | —                               | 14                              | —                               | 10                              | 14                              | 2                               | 1                               |
| 2006                                                                       | All the Right Reasons | "If Everyone Cared" (RIAA : Platine)          | 17                              | 37                              | —                               | —                               | 1                               | 17                              | 7                               | —                               | 32                              | 21                              | 12                              | —                               | —                               | —                               | 99                              | —                               | —                               | 19                              | —                               | —                               |
| 2007                                                                       | All the Right Reasons | "Side of a Bullet"                            | —                               | 7                               | —                               | —                               | —                               | —                               | —                               | —                               | —                               | —                               | —                               | —                               | —                               | —                               | —                               | —                               | —                               | —                               | —                               | —                               |
| 2008                                                                       | Dark Horse            | "Gotta Be Somebody"                           | 10                              | 9                               | 10                              | —                               | 1                               | 18                              | 4                               | —                               | 14                              | 6                               | 10                              | —                               | —                               | —                               | 14                              | 24                              | 6                               | 19                              | 20                              | 1                               |
| 2008                                                                       | Dark Horse            | "Something in Your Mouth"                     | 96                              | 1                               | 21                              | —                               | —                               | —                               | 48                              | —                               | —                               | —                               | —                               | —                               | —                               | —                               | —                               | —                               | —                               | —                               | —                               | —                               |
| 2008                                                                       | Dark Horse            | "If Today Was Your Last Day" (RIAA : Platine) | 19                              | 32                              | —                               | —                               | 2                               | 14                              | 7                               | —                               | 26                              | 31                              | 31                              | —                               | —                               | —                               | 19                              | —                               | 32                              | 30                              | 64                              | 1                               |
| 2009                                                                       | Dark Horse            | "I'd Come for You"                            | 44                              | —                               | —                               | —                               | —                               | —                               | 29                              | —                               | 22                              | 39                              | 37                              | —                               | —                               | —                               | 20                              | —                               | —                               | 38                              | 67                              | 1                               |
| 2009                                                                       | Dark Horse            | "Burn It to the Ground"                       | 108                             | 3                               | 32                              | 7                               | —                               | —                               | 37                              | —                               | —                               | 65                              | —                               | 7                               | —                               | —                               | —                               | —                               | —                               | —                               | —                               | 12                              |
| 2009                                                                       | Dark Horse            | "Never Gonna Be Alone" (RIAA : Or)            | 58                              | —                               | —                               | —                               | 5                               | 17                              | 25                              | —                               | 64                              | —                               | —                               | —                               | —                               | —                               | 37                              | —                               | —                               | —                               | —                               | —                               |
| 2009                                                                       | Dark Horse            | "Shakin' Hands"                               | —                               | 11                              | —                               | 24                              | —                               | —                               | 49                              | —                               | —                               | —                               | —                               | —                               | —                               | —                               | —                               | —                               | —                               | —                               | —                               | —                               |
| 2010                                                                       | Dark Horse            | This Afternoon"                               | 34                              | —                               | —                               | —                               | 4                               | —                               | 16                              | —                               | 27                              | 29                              | 27                              | —                               | —                               | —                               | 24                              | 98                              | —                               | 69                              | 79                              | 2                               |
| "—" denotes a release that did not chart or was not issued in that region. |                       |                                               |                                 |                                 |                                 |                                 |                                 |                                 |                                 |                                 |                                 |                                 |                                 |                                 |                                 |                                 |                                 |                                 |                                 |                                 |                                 |                                 |

- Note: Canadian chart peaks are either from the RPM (magazine), the Canadian Singles Chart, or the Canadian Hot 100. Peaks from any other charts must have a legitimate source.
- Note 2: "I'd Come for You" was not released as a single in the US and charted solely due to downloads when the album was released.